# Eremulus cingulatus
Eremulus cingulatus är en kvalsterart som beskrevs av Arthur P. Jacot 1937. Eremulus cingulatus ingår i släktet Eremulus och familjen Eremulidae. Inga underarter finns listade i Catalogue of Life.